# Benvenuti ad Altrove
Benvenuti ad Altrove è un romanzo fantasy scritto da Gabrielle Zevin e pubblicato nel 2005.

## Trama
Una ragazza di quindici anni, Elizabeth 'Liz' Hall, muore in un incidente in bicicletta e si sveglia su una nave chiamata Nilo. Lì incontra una ragazza che era stato uccisa e un famoso musicista, morto di overdose. Dopo aver assistito al suo stesso funerale, Liz si rende conto di essere veramente morta. Poco dopo, lei e gli altri passeggeri arrivano in quello che è conosciuto come Altrove. Incontra la nonna, Betty, che era morta prima che Liz nascesse, la ragazza comincia a vivere con lei. Liz impara che tutti coloro che si trovano ad Altrove vivono la propria vita all'indietro, dal giorno della loro morte fino al 7º giorno d'età, per poi essere posti in un fiume e ritornare sulla Terra come bambini, per iniziare una nuova vita.
Liz ha nostalgia della vita sulla Terra, e diventa ossessionata guardando la sua famiglia e i suoi amici attraverso i binocoli situati sui ponti di osservazione. Cerca di entrare in contatto con la sua famiglia un paio di volte, ma viene ogni volta sorpresa da Owen, del quale si innamora. Lei è depressa, ma col tempo si fa nuovi amici lì ad Altrove, che l'aiutano ad accettare la situazione. Ottiene un lavoro con i cani che arrivano dalla Terra e si rende conto di poter parlare la loro lingua.
A poco a poco, scopre che una vita vissuta al contrario non è molto diversa da una vita vissuta in avanti.

## Riconoscimenti
Il libro è stato tradotto in sedici lingue. Venne candidato al Quill Award e al Barnes & Noble Book Club, e vinse il premio Borders Original Voices Award. È stato inoltre incluso in numerose liste di "Best of", ad esempio da School Library Journal, Horn Book Magazine, Booklist Magazine, Kirkus Reviews e amazon.com.